# ركوب التيار
ركوب التيار (بالإنجليزية: Taken at the Flood) رواية تحقيق من الأدب البوليسي من تأليف الكاتبة البريطانية أجاثا كريستي، نشرت لأول مرة في الولايات المتحدة من قبل شركة دود وميد في مارس 1948 تحت عنوان «ثمّة موجة...» (There is a Tide . . .) وفي المملكة المتّحدة من قبل نادي كولنز للجرائم في نوفمبر من نفس العام تحت عنوان كريستي الأصليّ. بيعت الطبعة الأمريكية بمبلغ 2.50 دولار، وبيعت طبعة المملكة المتحدة بمبلغ 8 شلن و6 بنسات (8/6). الرواية من بطولة المحقق البلجيكي الشهير، هيركيول بوارو، وتدور أحداثها في عام 1946.
تحكي الرواية قصة من إنكلترا ما بعد الحرب العالمية الثانية، عندما بدت الحياة مقلوبة رأسًا على عقب، ومع الانفراج الذي تبع نهاية الحرب، والتغيرات التي تبعت حياة وموت الكثيرين، والتحدي الاقتصادي الذي فرضته الحياة في مرحلة ما بعد الحرب الذي استنزف إحدى العائلات في قريةٍ ليست ببعيدة عن لندن. أُدخِل المحقق المشرف العام سبنس في هذه الرواية، الذي يعمل معه بوارو أيضًا في بضع قصصٍ أخرى. تسببت الحرب بتغيرات حادة مفاجئة كثيرة داخل عائلة كلود المكونة من الإخوة وأخت واحدة، إذ فقدوا أخاهم غوردون في غارة قصف على لندن بعد وقت قصير من زواجه غير المتوقع من أرملة شابة. خسرت العائلة أحد الأبناء في القتال، وتعود الابنة من خدمة البحرية الملكية للنساء (الرين)، ويبدو أن ابنًا آخر بدأ بتنفيذ مشروع ناجح في الزراعة رغم خسارته لشريكه في المشروع ضحيةً في الحرب. عندما تعود الرين لين، تستأنف خطوبتها المتوقفة من ابن عمها، مع تدخل مزعج من شقيق روزالين، أرملة العم غوردون. يرسل شخص غامض في القرية مستخدمًا الاسم الاستعمار إينوك أردن رسائل تهديد إلى دايفيد هانت الذي سرعان ما يُعثر عليه مقتولًا. يتم استدعاء المحقق هيركيول بوارو.
وجد الصحفي وكاتب القصص القصيرة موريس ريتشاردسون الحبكة «مزدوجة الالتواء»، و«مبتكرة بما فيه الكفاية»، ولكن بالنسبة له: «فالعامل الجوهري المتمثل بالشعور بالرفاهية الذي تبعثه روايات كريستي في النفس مفقود هنا». كان ناقد آخر أكثر سعادة بالرواية، يقول أنّ بوارو يحلّ الألغاز «بكامل الفطنة التي جعلته محبوبًا بين معجبي أجاثا كريستي. رواية رائعة ومذهلة!»
أبدت إحدى المراجَعات عام 1990 سرورها لاكتشاف رواية لكريستي مرتبطة بشكل واضح بعام معين وبحدث عالمي، ولكن كان لديها تعليق أكثر تعقيدًا على الرواية ككل، وسمّتها بأنها «إعادة صياغة سطحية للمواضيع التنيسونية والمسيحية، وتُصنف ضمن مجموعة المؤلفات الكلاسيكية».

## الرواية
رُكوبُ التَيّار (بالإنكليزية: Taken at the Flood) هي رواية تحقيق لكاتبة روايات الجريمة أجاثا كريستي، نشرت في مارس 1948.

## المحتوى
قُتل غوردون كلود في ظروف محزنة -بانفجار قنبلة خلال الغارات الجوية على لندن- بعد أسابيع معدودة من زواجه بأرملة شابة. وبين ليلة وضحاها، وجدت الأرملة نفسها المالكة الوحيدة لثروة عائلة كلود.
بعد ذلك بوقت قصير، يتلقى هيركيول بوارو زيارة من زوجة أخي المُتوفّى، والتي تزعم أنها تلقت تحذيراً عن طريق «الأرواح» يؤكد أن الزوج السابق للأرملة الشابة ما زال على قيد الحياة!
ما الذي سيفعله بوارو؟
- قام الاديب الراحل عمر عبد العزيز أمين بترجمة الرواية تحت عنوان «الوصية المفقودة» ونشرت من دار ميوزيك للطبع والنشر. وتحمل الرواية الرقم (88) ضمن السلسلة.